# Нікольське (Поріцький район)
Ніко́льське (рос. Никольское, чув. Никольски) — присілок у складі Поріцького району Чувашії, Росія. Входить до складу Сіявського сільського поселення.
Населення — 44 особи (2010; 85 у 2002).
Національний склад:
- росіяни — 83 %